# Miranda (nombre)
Miranda es un nombre propio femenino de origen latíno que significa «Digna de ser admirada», aquella que es maravillosa y se debe admirar y apreciar. Su uso como nombre de pila femenino está muy extendido en Inglaterra porque es uno de los personajes de la «Tempestad» de Shakespeare. También es un apellido popular de origen asturiano, extendido por todo el mundo hispano. Hay un adjetivo relacionado, aunque rara vez se utiliza, pero se puede encontrar en el Diccionario Inglés como «Mirandous», un sinónimo de milagroso.
El diminutivo italiano del nombre es Mirandolina. 

## Historia del nombre Miranda
Su difusión en el mundo angloparlante se debe al personaje creado por William Shakespeare en La Tempestad. En el mundo hispano su uso como nombre de pila es esporádico y poco frecuente, resultado, principalmente, del influjo del cine y de las series norteamericanas, y siendo menos frecuente que su uso como apellido.
- Datos: Q783934
- Multimedia: Miranda (given name) / Q783934